# Vateria indica
Espèce
Classification phylogénétique
Statut de conservation UICN

 VU  : Vulnérable
 Vateria indica est un arbre sempervirent endémique du sud de l'Inde qui peut avoir une hauteur de 60 m. Il est menacé par la perte de son habitat naturel. C'est une grande canopée ou un arbre émergent fréquent dans les forêts tropicales humides des basses et moyennes altitudes (inférieures à 1 200 m).

## Description

### Forme, tronc et écorce
Ce sont des arbres persistants dont le tronc est cylindrique et droit, atteignant 40 m de haut et parfois jusqu'à 60 m. Dans les forêts à feuilles persistantes, les arbres peuvent atteindre une grande circonférence, un individu atteignant jusqu'à 5,26 m de circonférence est enregistré à Kodagu. L'écorce est lisse, grise avec des taches vertes et blanches sur le tronc et une flamme de couleur crème. Au niveau des cicatrices, il dégage une résine blanche et aromatique. L'arbre a un feuillage dense dans une canopée ovale ou en forme de dôme. Les jeunes rameaux sont presque cylindriques et portent des poils étoilés (en forme d'étoile).

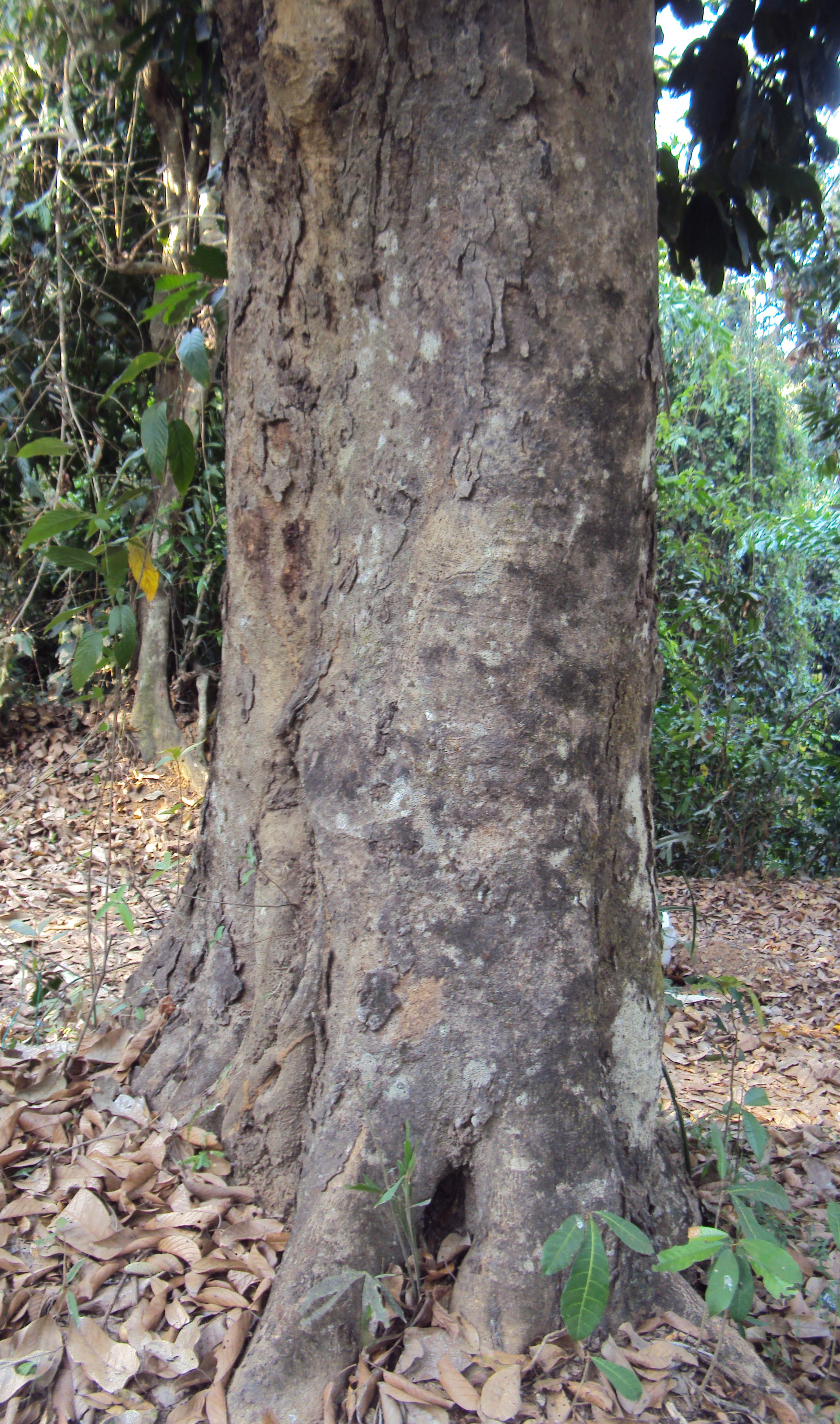
Tronc d'arbre et écorce
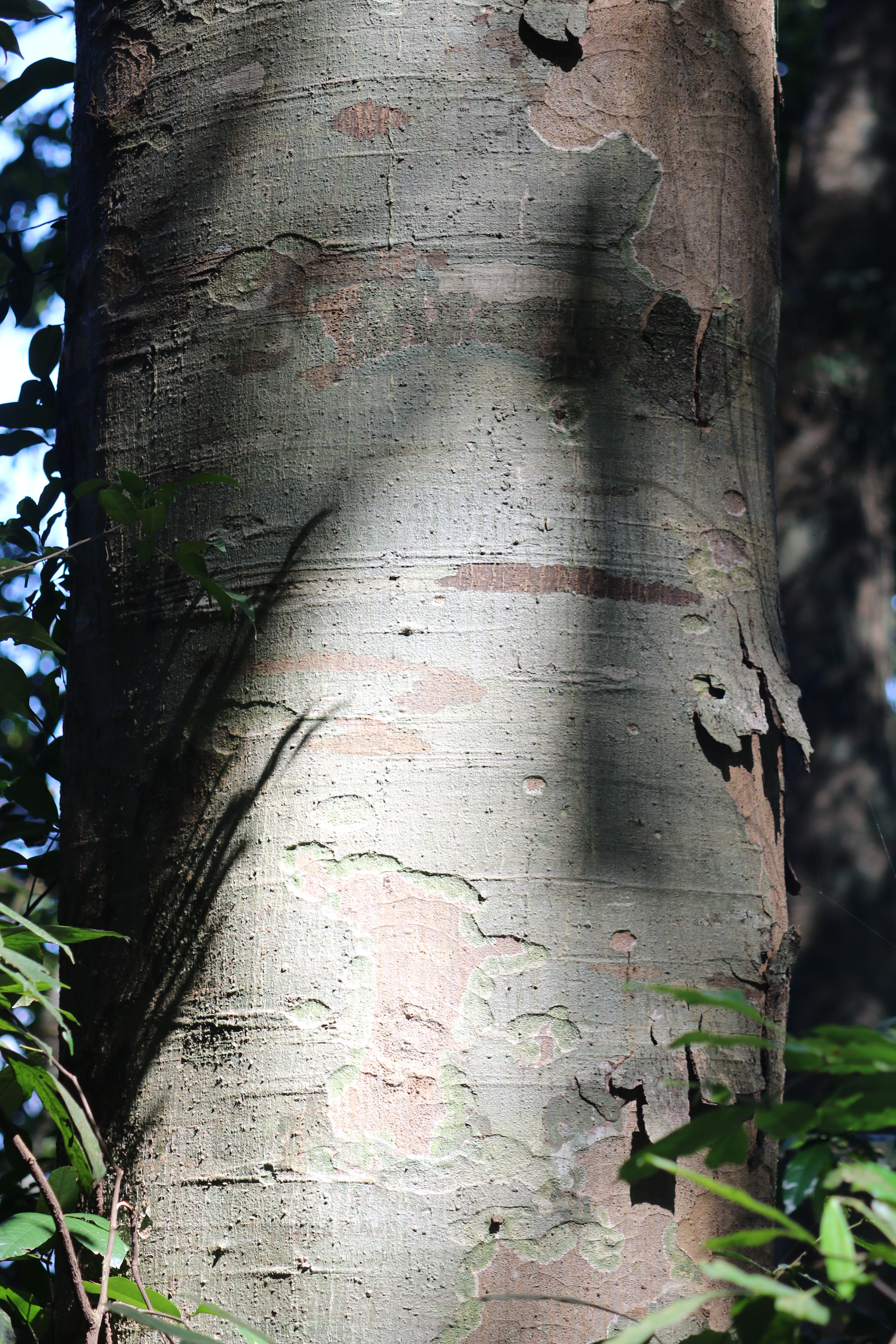
écorce
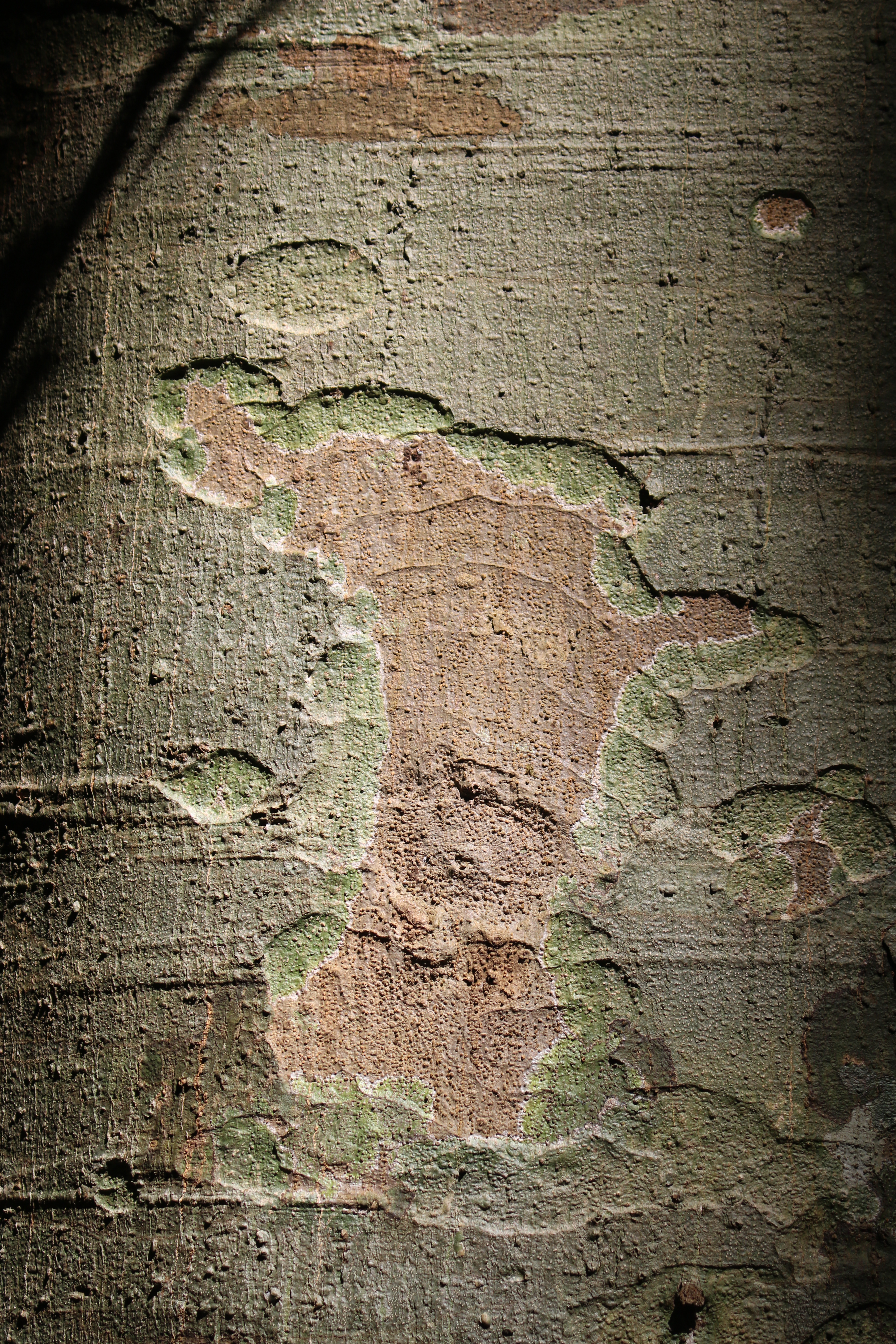
Taches sur l'écorce
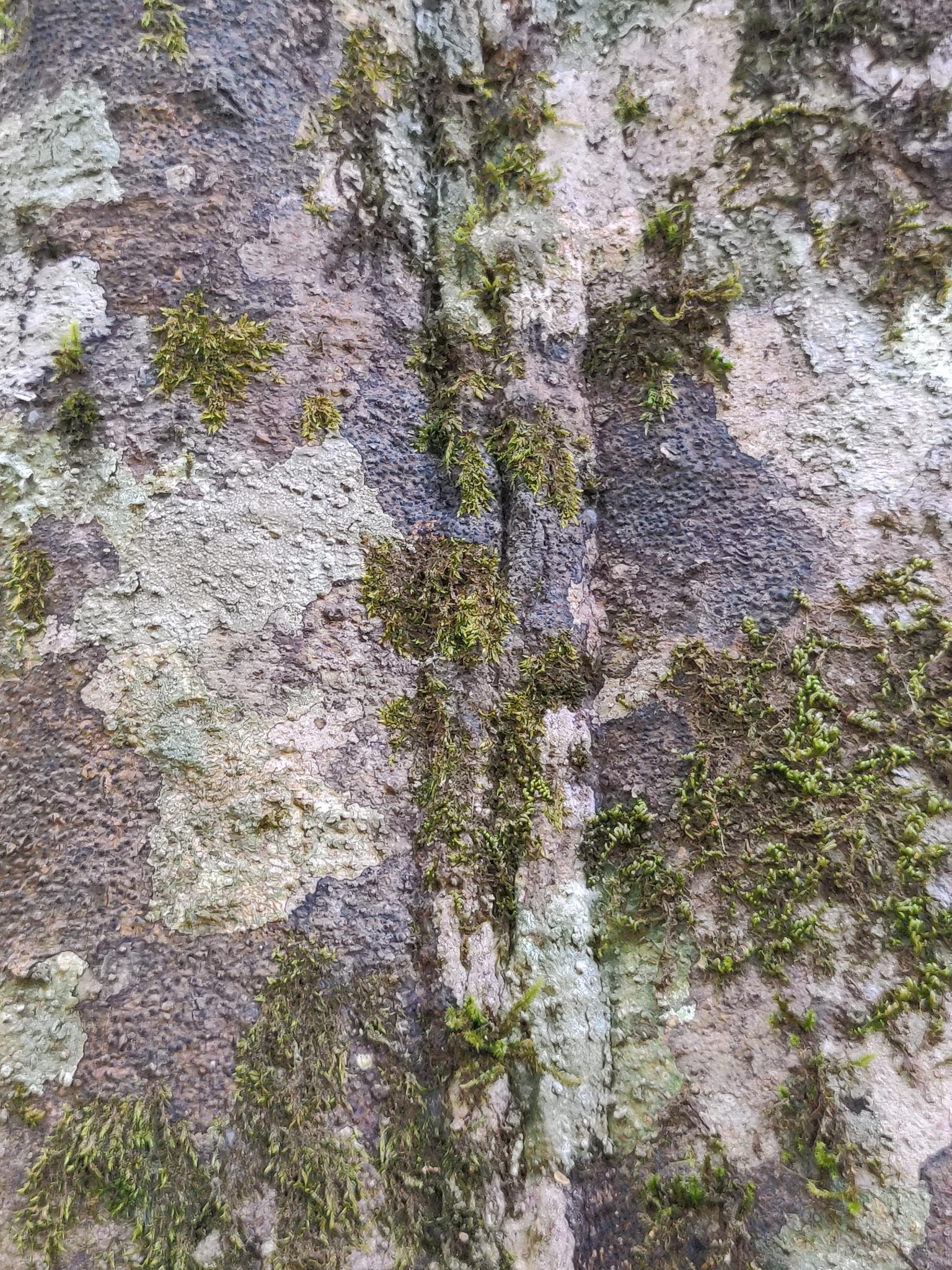
écorce avec des lichens
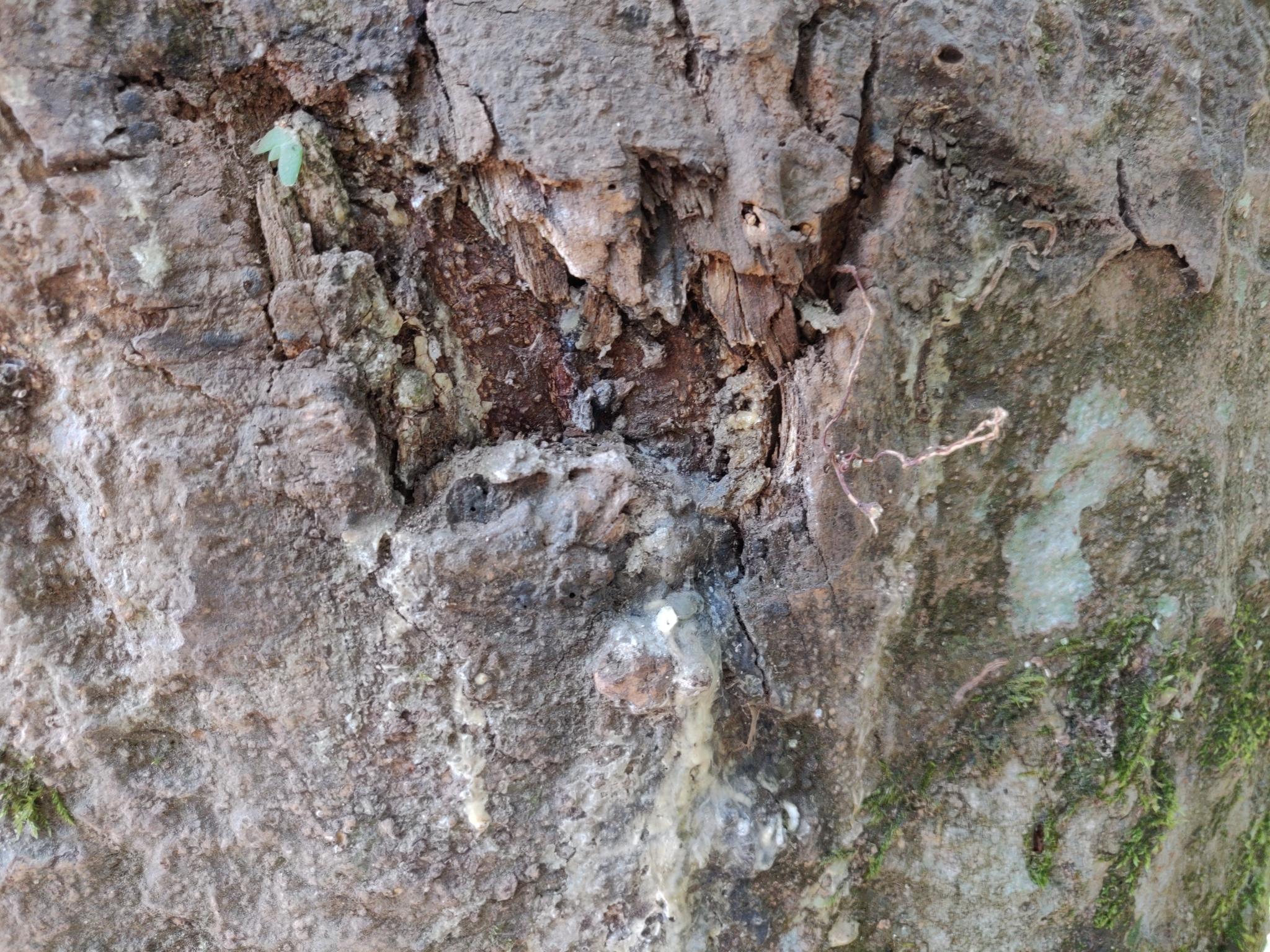
Écorce coupée, suintant de résine
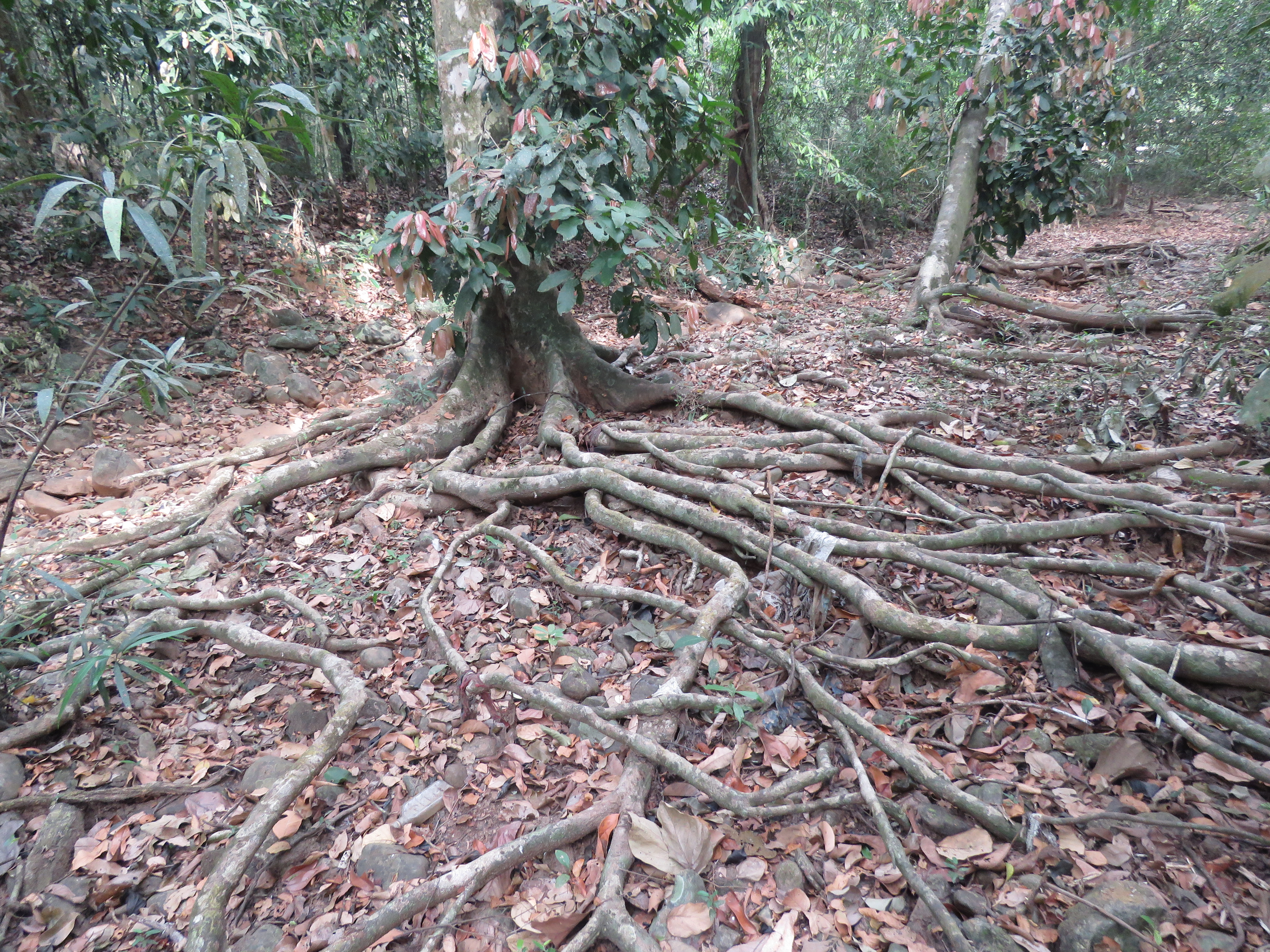
Racines de Vateria indicaà Kottiyoor
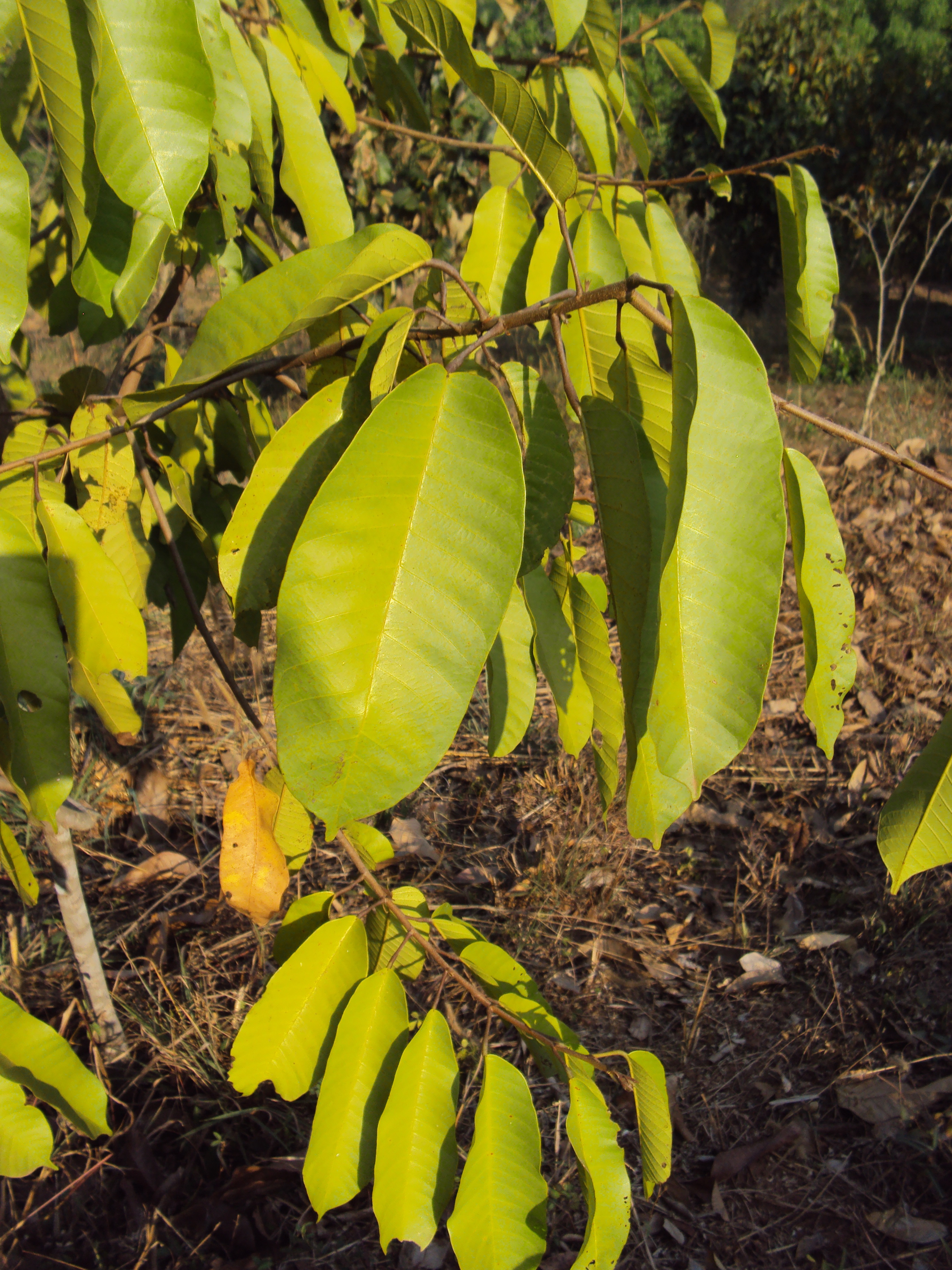
Branches
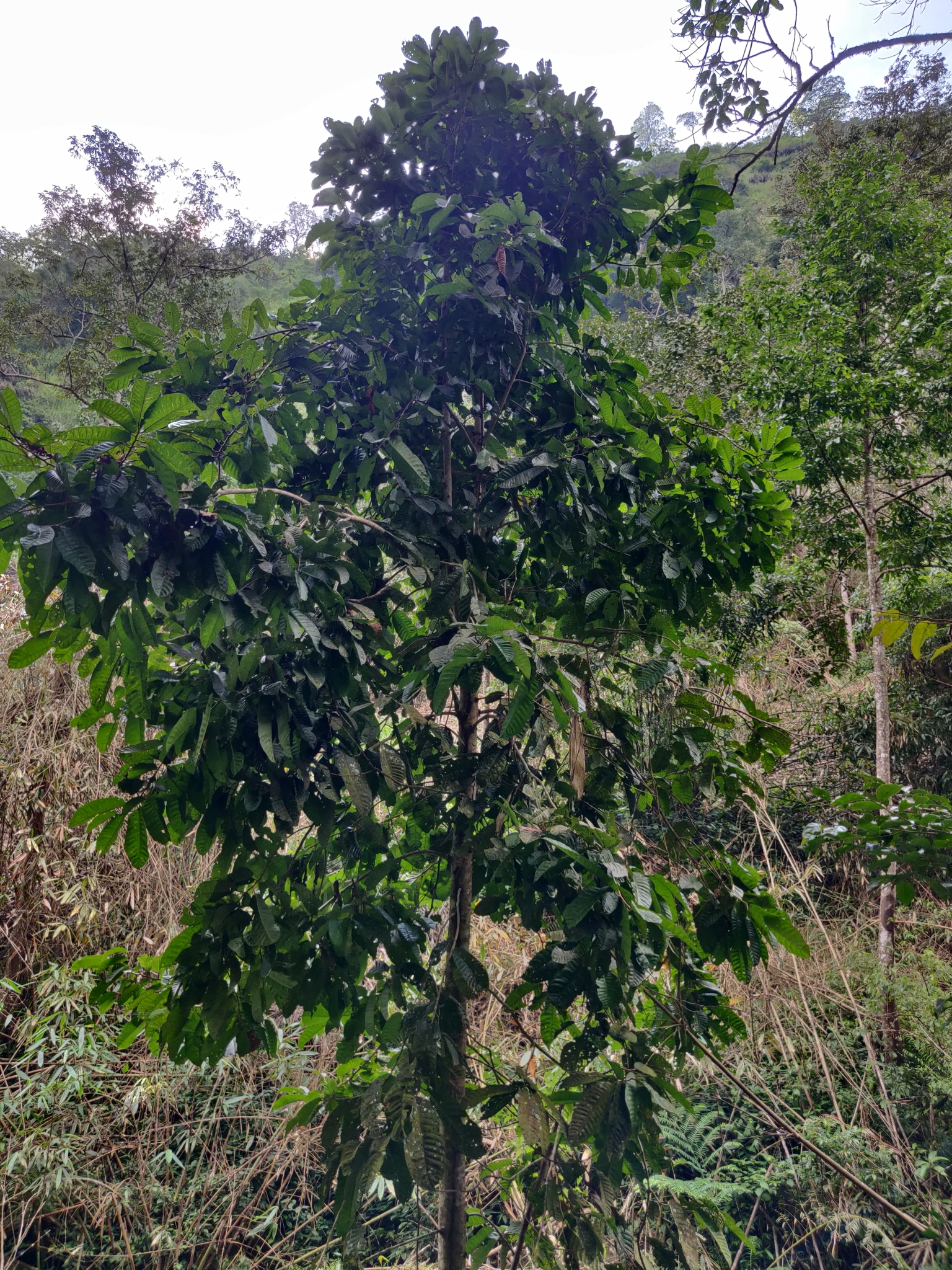
Jeune arbre
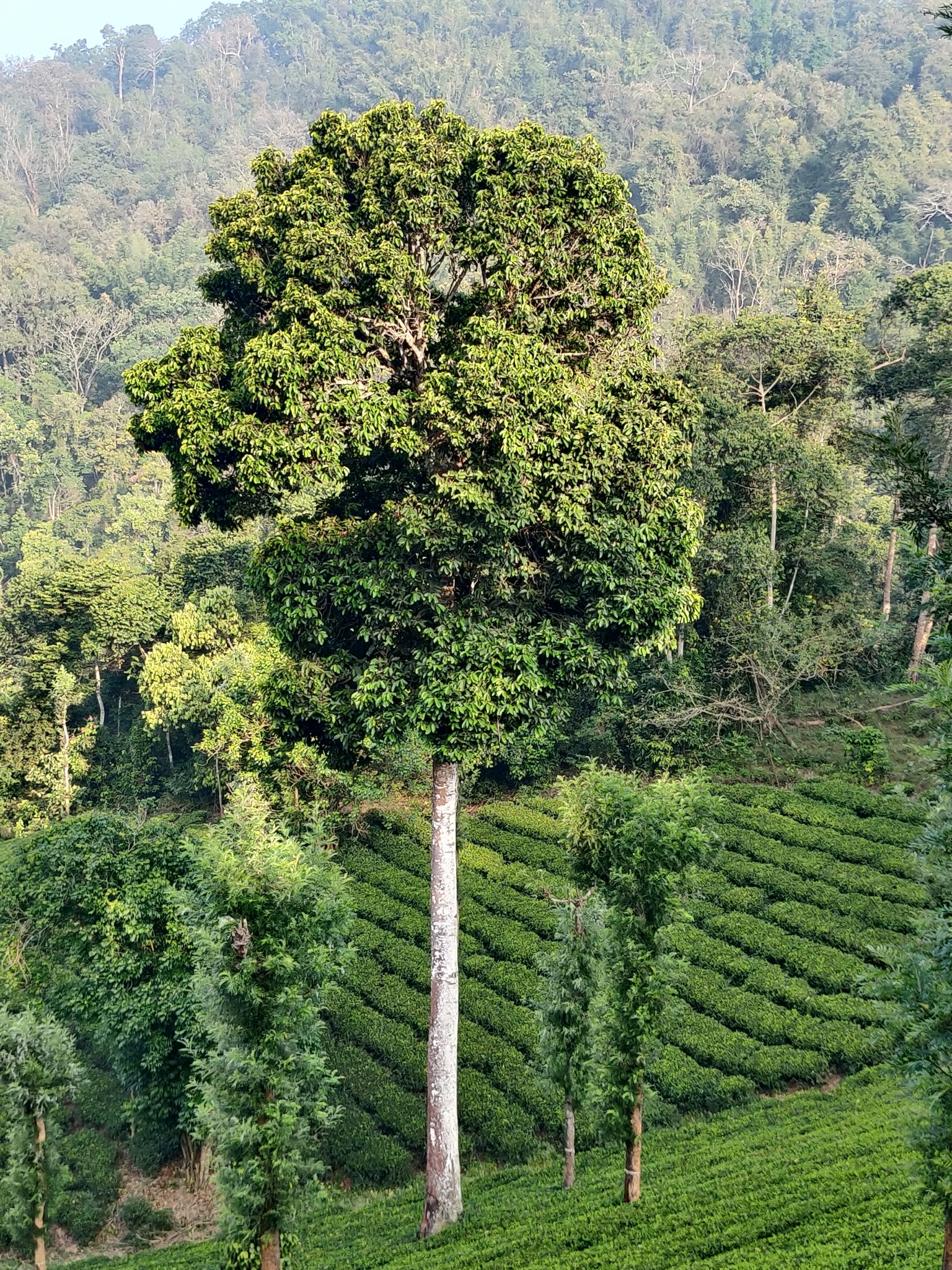
Arbre mature dans une plantation de thé des collines Anamalai
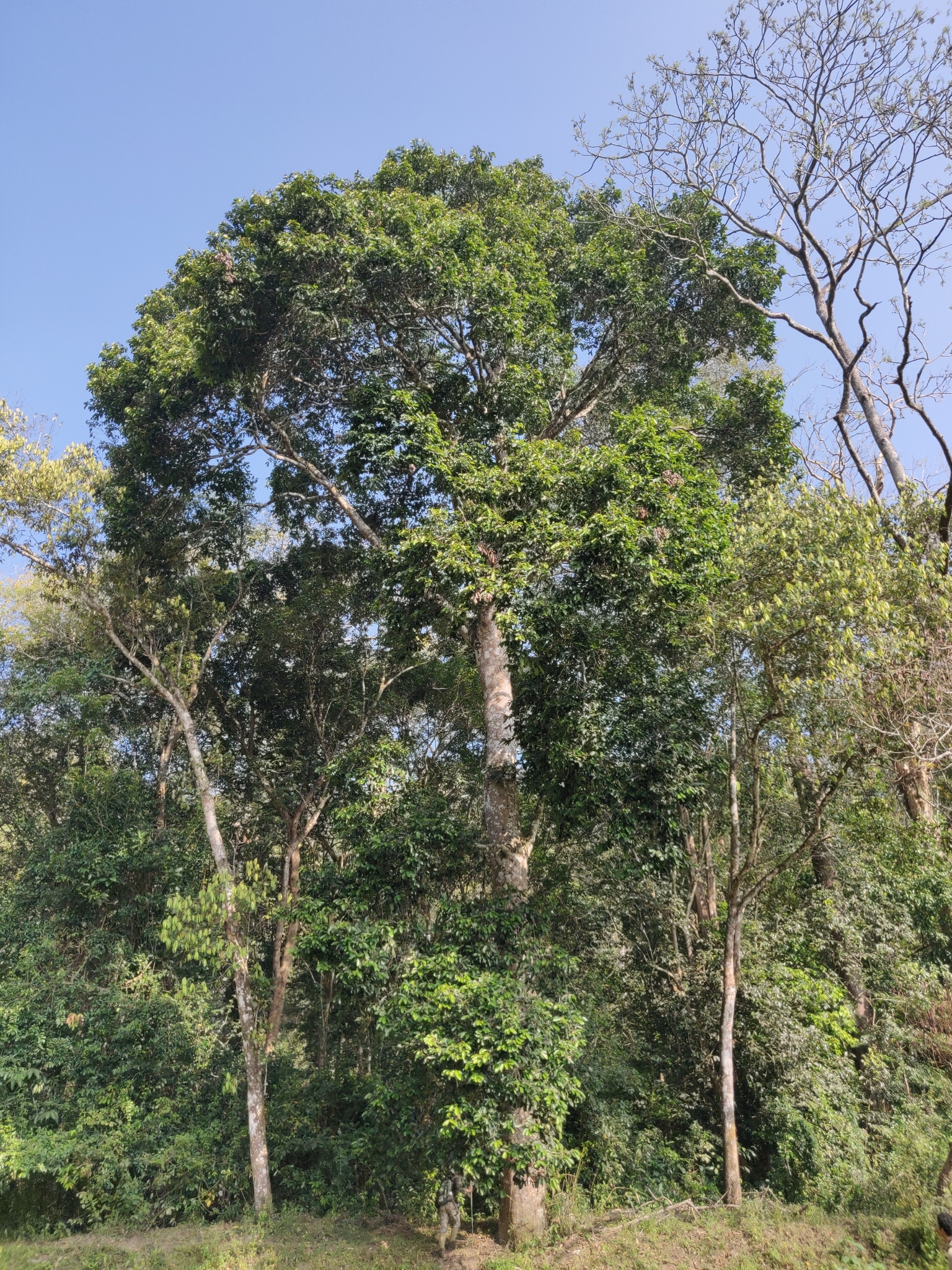
Arbre mature présentant un couvert en forme de dôme

### Feuilles
Les feuilles de ‘’Vateria indica’’ sont simples, alternes et disposées en spirale autour des rameaux. Elles sont coriaces et mesurent environ 8 à 27 cm de long et 4,5 à 10 cm de large. Elles sont glabres et elliptiques-oblongues, avec une pointe courte et pointue, une base arrondie et une marge complète. La couleur des jeunes feuilles est surtout rouge foncé ou marron, et devient devenant rouge rosé et verte à mesure que la feuille mûrit. Les pétioles mesurent 2 à 3,5 cm de long, sont renflés au sommet et presque glabres, avec des stipules latérales étroites qui tombent. La nervure des feuilles comprend 13 à 20 paires de nervures secondaires, avec des nervures tertiaires étroitement parallèles et perpendiculaires aux secondaires.

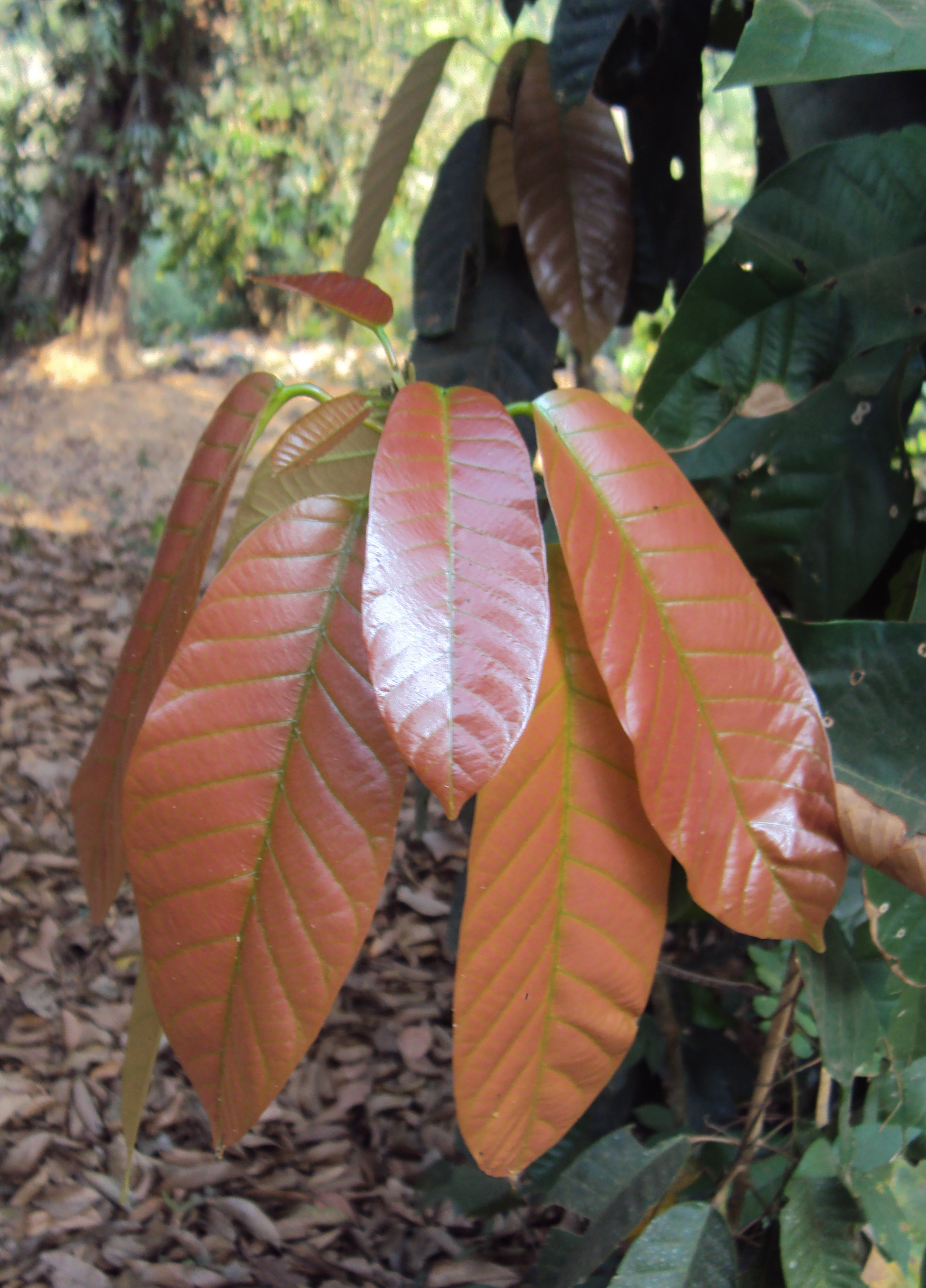
Jeune feuille rougeoyante
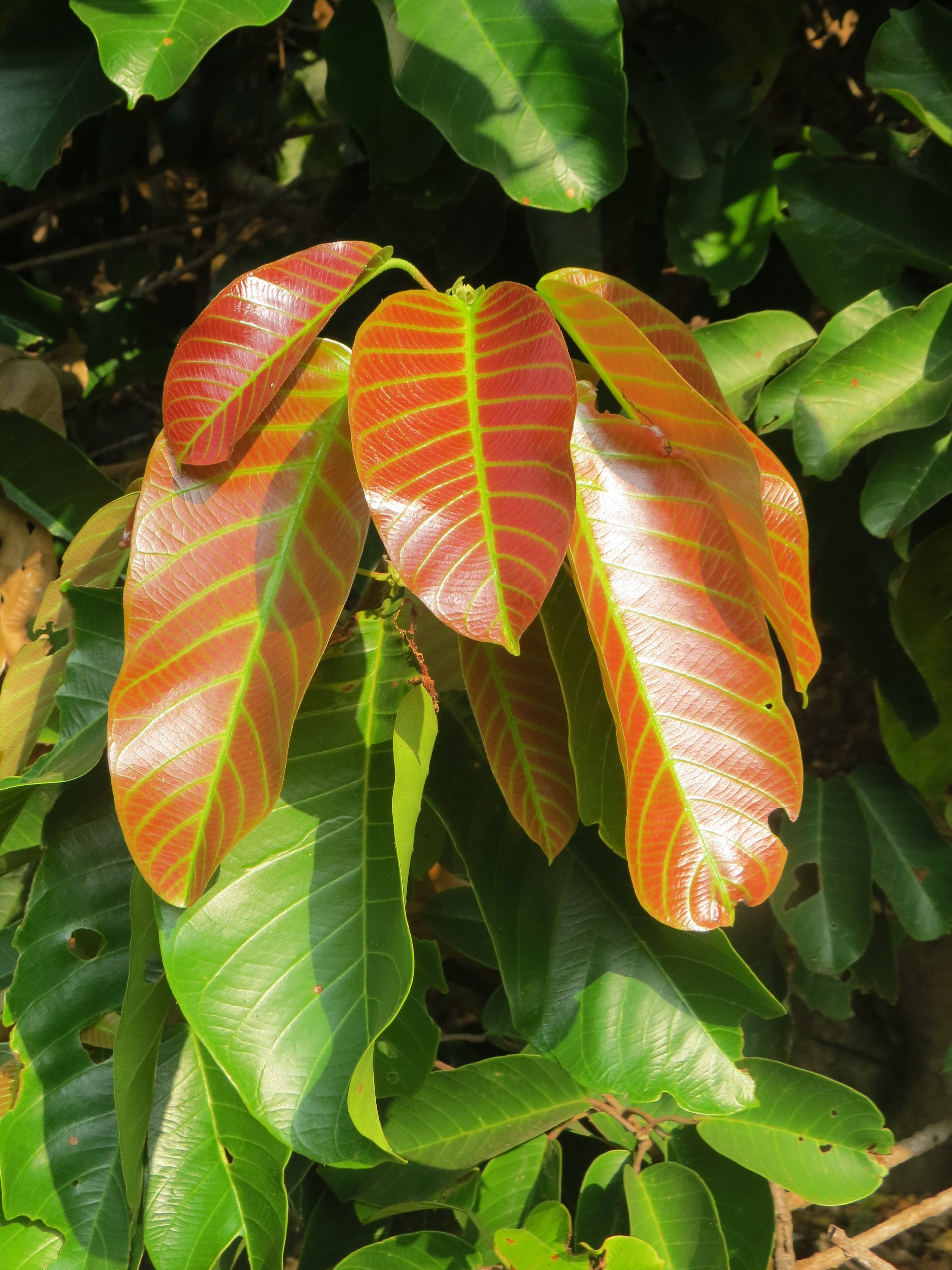
Affleurement des feuilles de ‘’Vateria indica’’
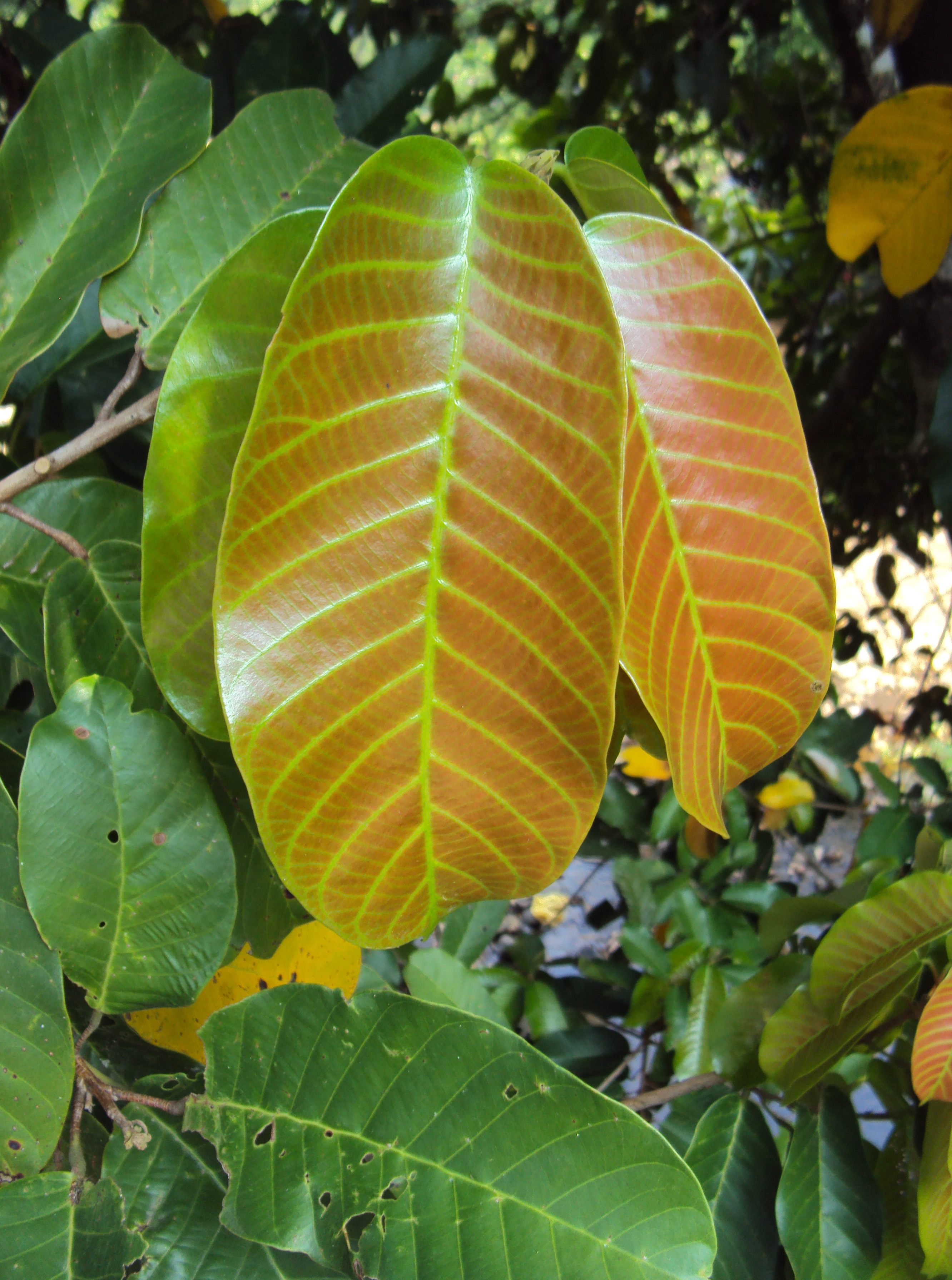
Feuille devenant mature
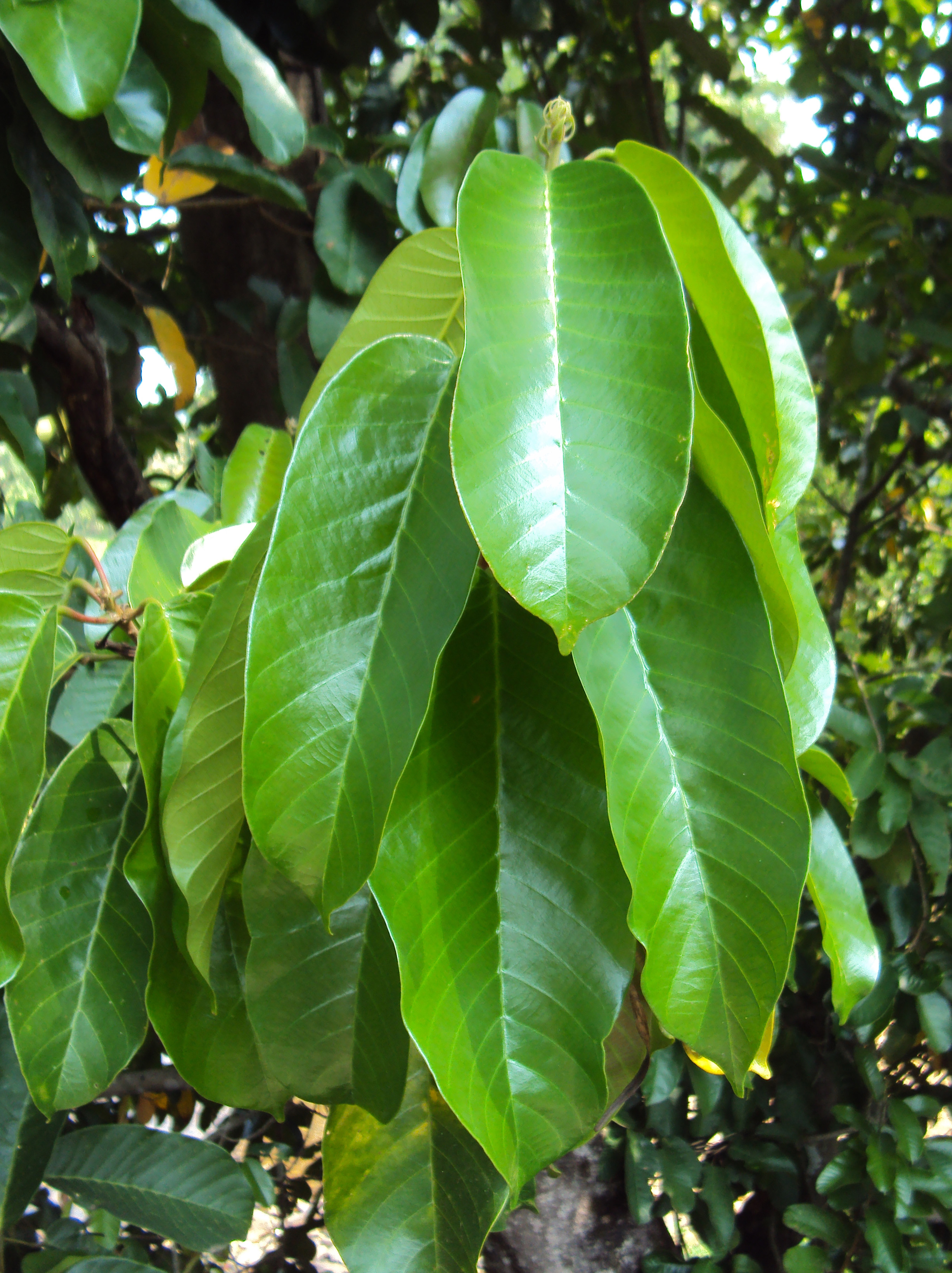
Feuille mature
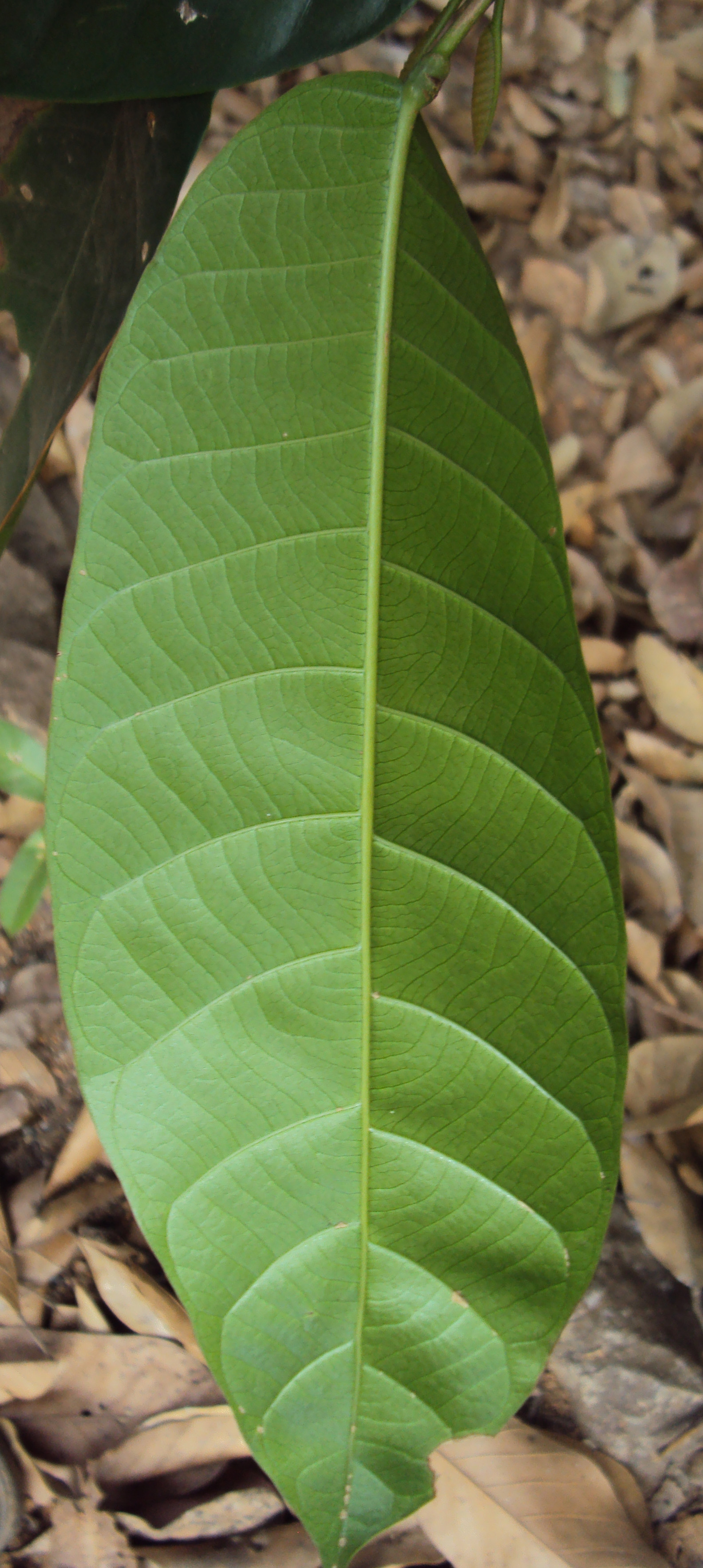
Gros plan sur une feuille unique

### Fleur, fruit et graine
L'inflorescence apparaît en panicules axillaires densément recouvertes de poils étoilés. Les fleurs sont blanches et parfumées. Leur diamètre est d'environ 2 cm, avec 5 pétales, environ 40 à 50 étamines et des anthères jaunes et avec un style en colonne qui dépasse des anthères. Le fruit est une capsule brune à trois valves et oblongue ou ovoïde, mesurant environ 6,4 x 3,8 cm. La base du fruit présente les restes persistants du calice avec les 5 sépales recourbés vers l'arrière. L'ovaire est à 3 cellules, avec 2 ovules dans chaque cellule, mais le fruit produit généralement une seule graine avec de gros cotylédons. Le poids moyen du fruit mûr (±SE) est de 72,6 (± 4,4) g ; le fruit a un péricarpe épais et dur et des cotylédons volumineux pesant environ 13,2 (± 1,4).

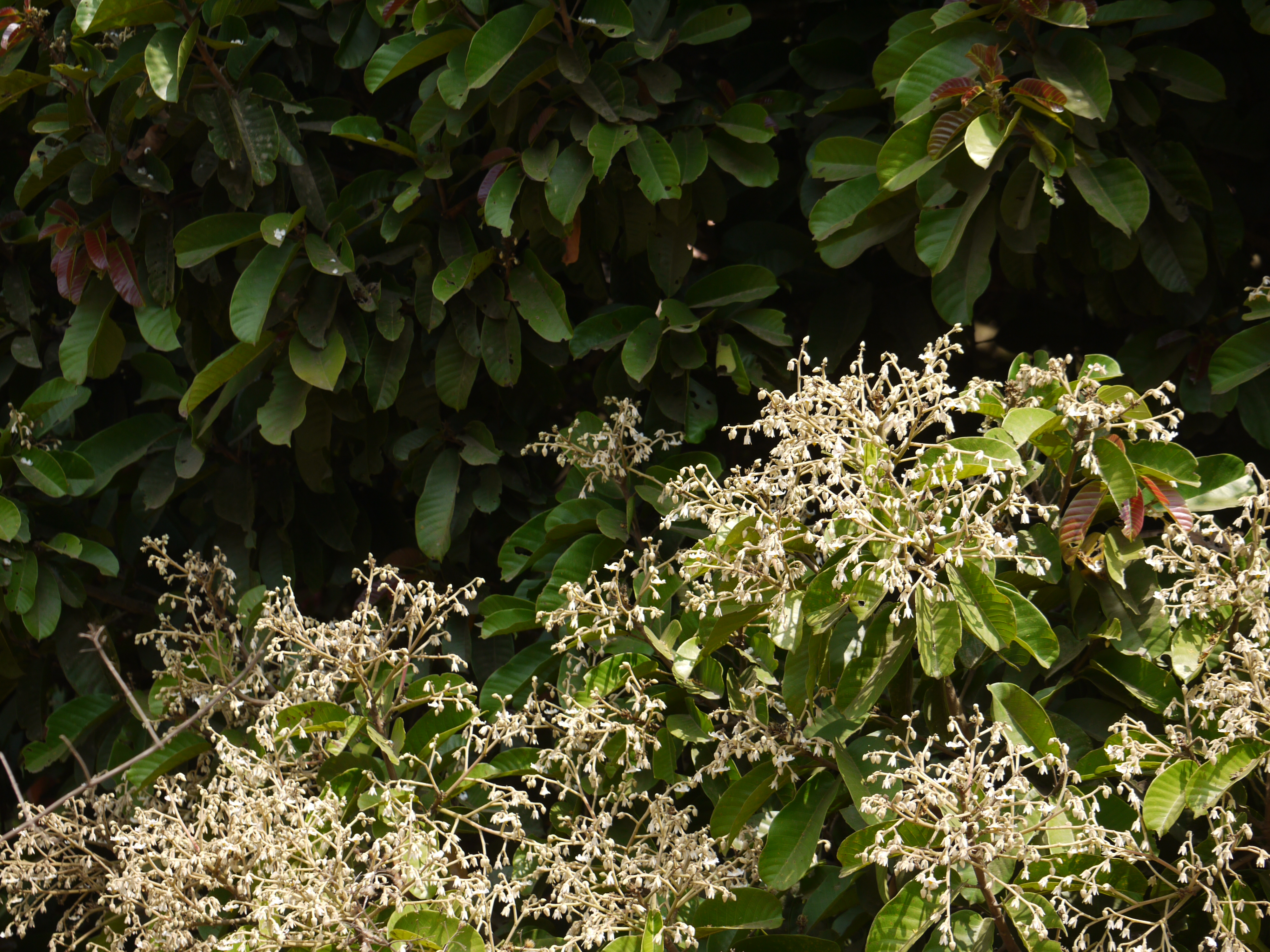
Inflorescence
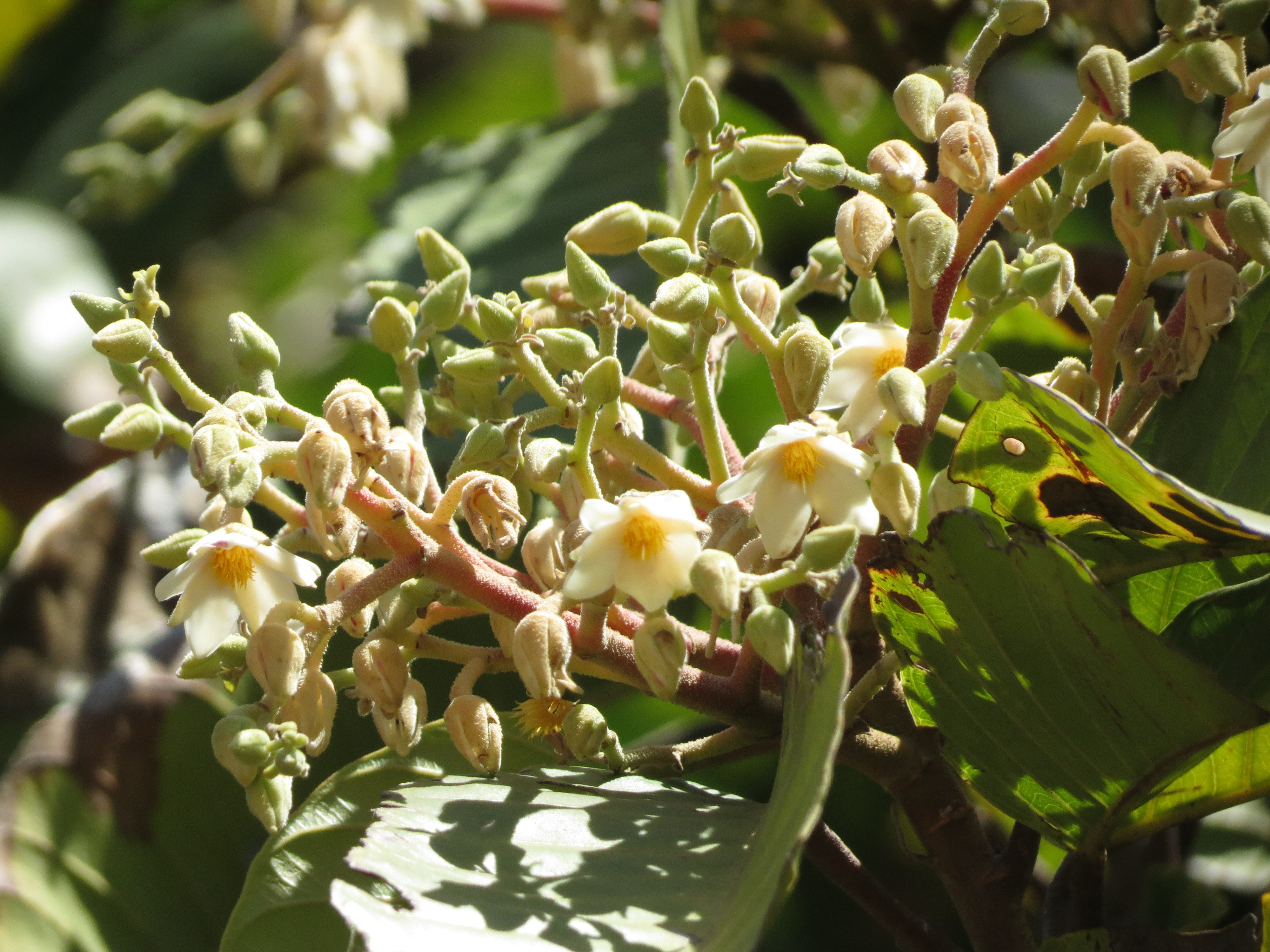
Inflorescence
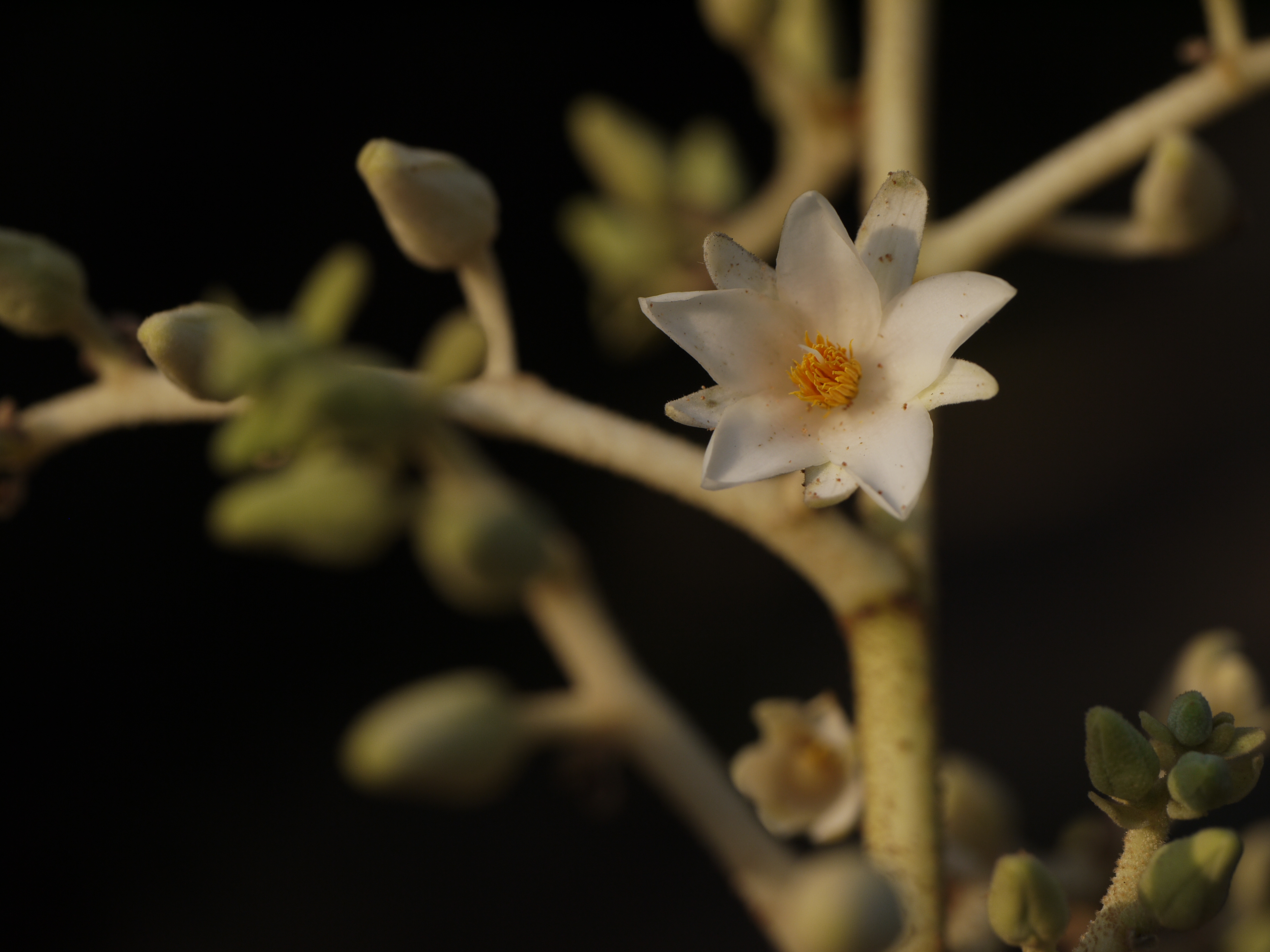
Fleur
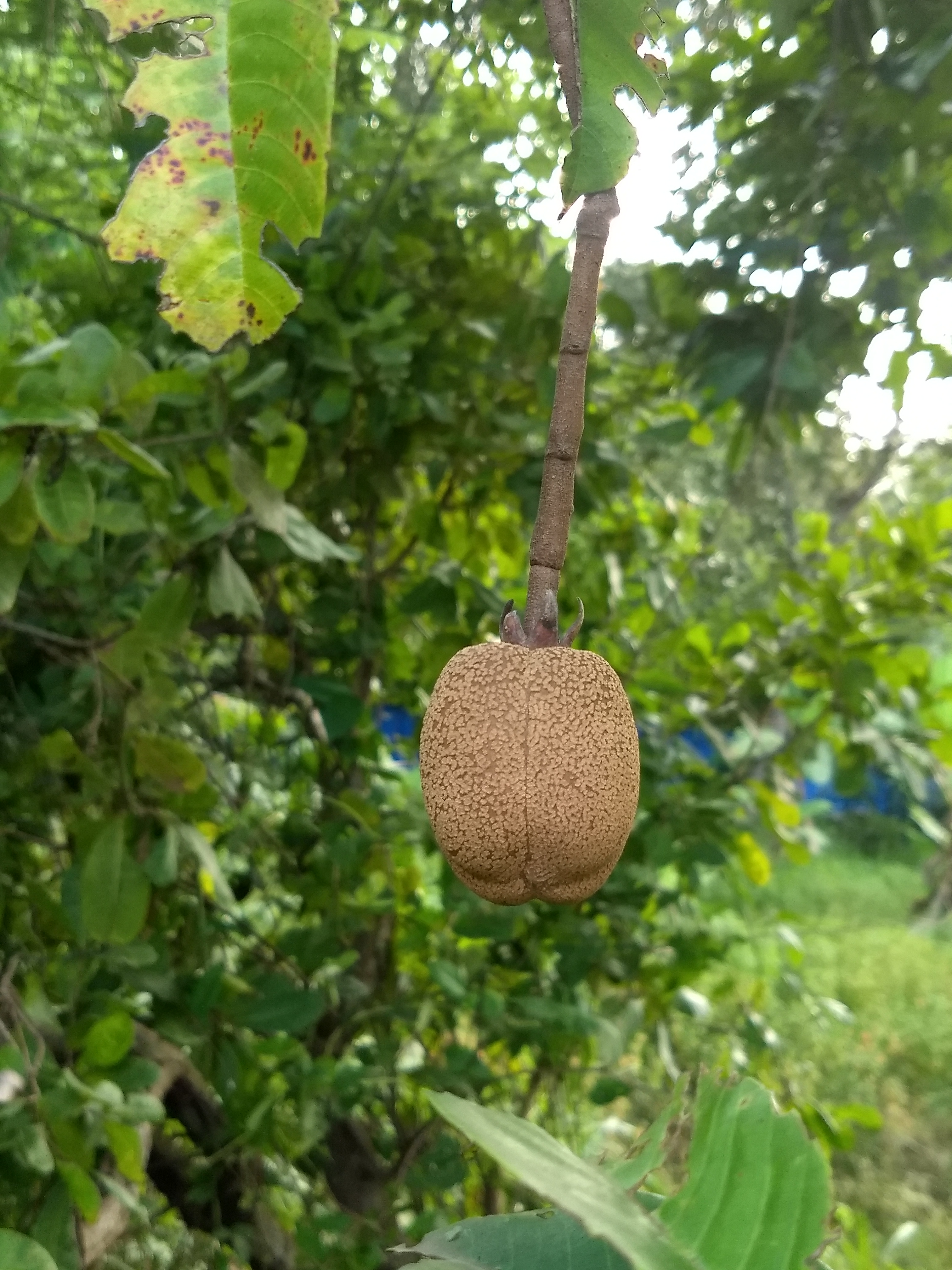
Fruit
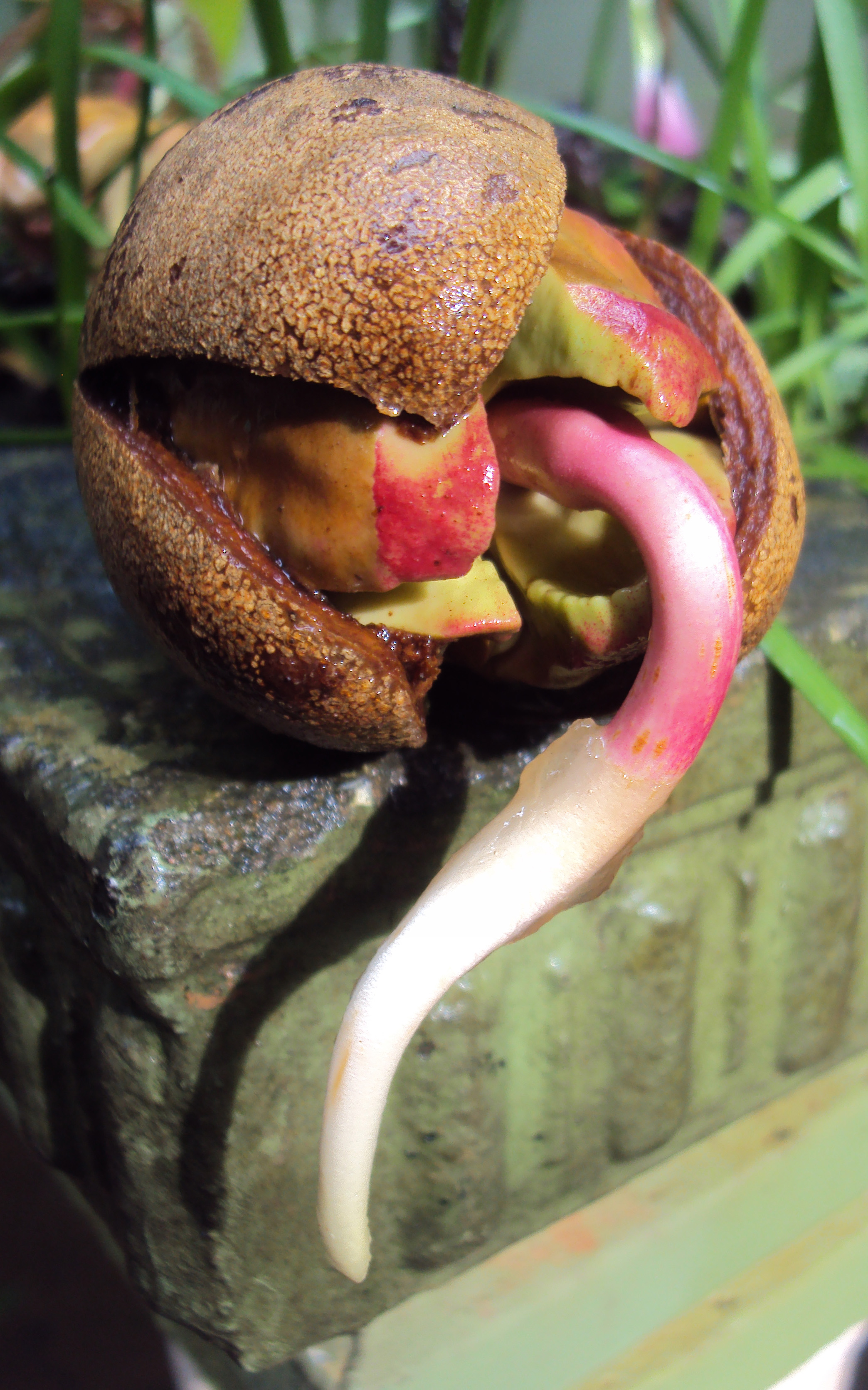
Graine en germination

## Taxonomie
Le nom Vateria malabarica Blume est un synonyme de Vateria indica L. Le genre Vateria compte trois espèces avec des noms acceptés, parmi lesquelles Vateria indica et Vateria macrocarpa sont présentes en Inde et Vateria copallifera est présente au Sri Lanka. Vateria indica a des feuilles plus petites (7-20 x 5-9 cm), un pétiole plus court (25-40 mm) et des fruits oblongs par rapport à Vateria macrocarpa qui a des feuilles plus grandes (14-40 x 6-20 cm), un pétiole plus long (25–60 mm), et fruit ovoïde ou oblong à pointe pointue, souvent incurvée.
Des études indiquent que l'espèce a un nombre de chromosomes mitotiques de 2n=22 Des marqueurs microsatellites polymorphes ont été identifiés pour Vateria indica et l'espèce a une hétérozygotie attendue de 0,44 à 0,84.

## Distribution et habitat
L'espèce est endémique de la chaîne de montagnes des Ghâts occidentaux en Inde, dans la région sud et centrale, des collines d'Agasthyamalai au sud jusqu'au sud du Maharashtra. On le trouve principalement dans les forêts primaires côtières des États du Kerala, du Tamil Nadu et du Karnataka. L'espèce est présente dans les forêts à feuilles persistantes des plaines côtières et des contreforts, généralement jusqu'à une altitude d'environ 760 m, ou jusqu'à 800 m du côté au vent des Ghâts occidentaux du Karnataka. Bien qu'il soit plus courant à basse altitude, on peut trouver des arbres jusqu'à 1 200 m d'altitude.
En dehors des forêts, l'arbre se trouve sous forme d'arbres d'alignement le long des routes dans certaines régions. Au Karnataka, l'espèce n'est pas présente dans le district d'Uttara Kannada, mais a été introduite par les Sonda Kinds il y a environ 500 ans et plantée le long des routes des villes de Sirsi, Siddapur et Yellapur. Il a été largement planté comme arbre d'avenue à Dakshina Kannada et dans les régions de Malabar et Travancore du Kerala.

### Facteurs climatiques
Au sein de son aire de répartition, Vateria indica est présent dans les zones où les précipitations annuelles moyennes sont comprises entre 2 000 et 3 000 mm et où la température annuelle moyenne est légèrement supérieure à 27 °C (plage de 16,7 °C à 37,8 °C). Le nombre de jours de pluie varie de 118 à 130 avec une humidité annuelle moyenne de 77-79% au sein de la zone de répartition.

### Géologie, sol, et topographie
Vateria indica est présente dans les zones où la roche sous-jacente est un complexe gneissique, souvent laminé, qui peut être recouvert de latérite sur 9 à 10 m de profondeur. La latérite peut être en phase de désintégration, passant de la roche dure au gravier fin. Généralement, les arbres se trouvent dans des forêts avec une épaisse couche d'humus à la surface. Les arbres se trouvent également dans les basses terres et les plateaux, et se trouvent principalement le long des berges des rivières et des vallées bien drainées dans les étendues forestières humides et humides.
Les vallées avec un sol sableux profond et une nappe phréatique élevée abritent des forêts dominées par Vateria indica à des altitudes plus basses. Les arbres sont également présents dans les forêts marécageuses de Myristica au Kerala et au Karnataka.

## Écologie

### Inflorescence et pollinisation
Vateria indica est pollinisée par les abeilles. Les Vateria indica de Shringeri, dans le centre des Ghâts occidentaux, fleurissent abondamment de fin janvier à début mai. Ces arbres fleurissent une année sur deux, avec un événement d'accumulation de fruits au sol se produisant tous les quatre ans. Les fleurs ne s'ouvrent pendant la journée et ne durent que cette journée. Elles attirent les nectarivores et les pollinisateurs généralistes. Elles sont régulièrement visitées par des abeilles sociales telles que l'abeille asiatique et l'abeille géante, et plus occasionnellement par d'autres abeilles telles que Lasioglossum, Ceratina, Tetragonula iridipennis, Xylocopa latipes, Xylocopa rufescens et Xylocopa verticalis.

## Fructification et germination
Ces arbres produisent principalement leurs fruits pendant les mois de mousson du sud-ouest, entre juillet et septembre, la chute des fruits se produisant pendant les périodes de pluie vers la fin de la mousson. Sur les arbres, les fruits peuvent parfois présenter une radicule émergée, signe de viviparité. Il n'y a pas de dormance puisque les graines germent dans un délai de 1 à 6 jours après leur chute, conservant les cotylédons volumineux pendant plus d'une semaine. Une étude menée dans les forêts de Shringeri révèle que la germination des graines et la croissance des semis sont affectées par les prédateurs des graines et surtout par les insectes herbivores. Dans cette zone, environ 91 % des fruits sont attaqués par un charançon curculionidé et un coléoptère scolytidé (un foreur), avec des œufs, des larves, des pupes et des adultes des deux prédateurs observés dans les fruits infectés. Néanmoins, la prédation des graines, déterminée par les dommages causés à la plantule en croissance, est faible et observée dans seulement 11 % des fruits. Le charançon est principalement retrouvé dans le péricarpe fibreux environ la moitié du temps ou dans les cotylédons (37 %), et moins souvent (13 %) dans la plantule. Le foreur des scolytides cible principalement le cotylédon (97 %) et affectait peu (3 %) le péricarpe du fruit. Bien que les attaques de cotylédons n'aient pas tué les plantules, l'infestation par les plumules a entraîné la mortalité des plantules. Les insectes herbivores ont tué environ 45 % des plants. Deux espèces de fourmis suceuses de sève (Pheidole et Pheidologeton), une mineuse de feuilles de la famille des mouches diptères Tipulidae, et les larves d'un papillon Lymantrid étaient les principaux herbivores des semis, avec l'herbivorie de ces deux derniers taxons (mineuse des feuilles et papillon de nuit) conduisant souvent à la mortalité des plantules. Aucun prédateur ou disperseur de graines vertébré n'a été enregistré.

## Préservation
L'espèce est décimée par la destruction de l'habitat et par l'exploitation forestière (fabrication de contreplaqué). Quelques populations subsistent dans des réserves forestières, et quelques arbres ont été replantés.

## Références

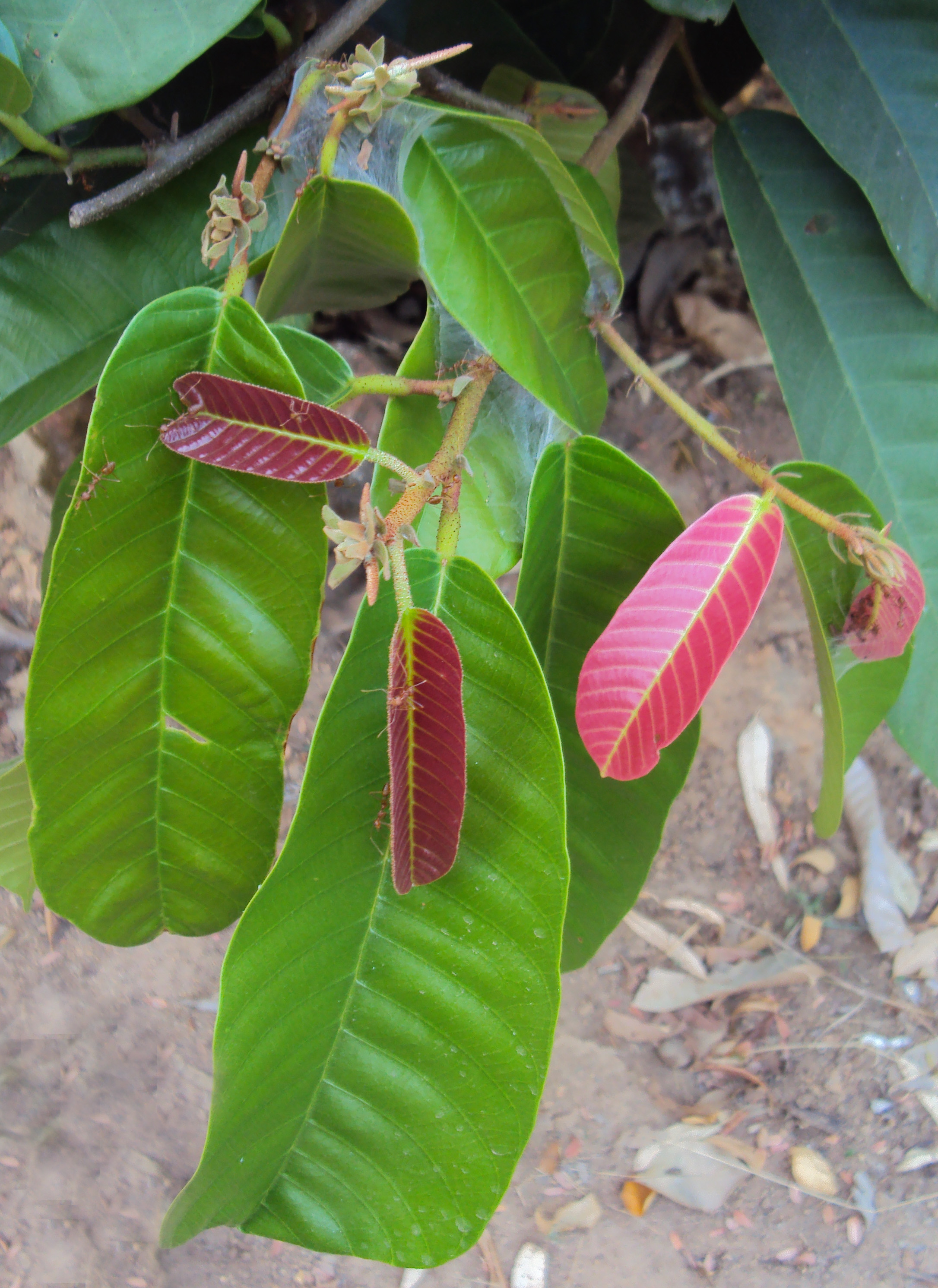
Leaves